# پاگرامانتیس
پاگرامانتیس (به لاتین: Pagramantis) یک شهرک در لیتوانی است که در شهرستان تاوراگه واقع شده‌است. پاگرامانتیس ۴۳۴ نفر جمعیت دارد.